# Sloanea schumannii
Sloanea schumannii är en tvåhjärtbladig växtart som beskrevs av Otto Warburg. Sloanea schumannii ingår i släktet Sloanea och familjen Elaeocarpaceae. Inga underarter finns listade i Catalogue of Life.